# ブラウザ戦争

主なブラウザによるメジャーリリースのスケジュール

ブラウザ戦争（ブラウザせんそう）とは、ウェブブラウザを提供する各社・各団体による市場シェア争奪戦のことを指す。一般には、1990年代に起きたInternet ExplorerとNetscape Navigatorの猛烈な競争を第一次ブラウザ戦争、2004年頃から2014年頃にかけて起きた、Google・Apple・MicrosoftなどのIT業界での大企業を巻き込んだ、ブラウザベンダによる最新のWeb標準の実装競争、および動作速度の高速化の競争のことを第二次ブラウザ戦争と呼ぶことが多い。

## 第一次ブラウザ戦争

1996年から2009年までの複数のブラウザーの市場占有率

最初の戦争は、Internet ExplorerかNetscape Navigatorの二択から始まった。

### 1990 - 1994年
1990年代初頭、非常に簡単なグラフィカルユーザインタフェース（GUI）を備えたウェブブラウザが入手可能になった。一番初めに流行したのはNCSAによって作られたNCSA Mosaicだった。Spry MosaicやSpyglass Mosaicのように、NCSAからマスターライセンスを供与された数社は商業用ブラウザとしてライセンスを販売した。
NCSA Mosaic開発者の1人であるマーク・アンドリーセンはMosaic Communications Corporationを設立し、Mozillaというコードネームの新しいブラウザを作った（これはMozilla Application Suiteとは別物である）。NCSAとの法的問題の解決にあたり、社名をNetscape Communications、ブラウザ名をNetscape Navigator（NN）と改めた。NNは使い勝手や見た目がNCSA Mosaicのそれに酷似していた。制限や金銭の支出なしにダウンロードが可能だった事も功を奏し、ほどなく市場を支配した。
1995年〜1998年、NNはもっとも幅広く使われる主要なブラウザになった。

### 1995 - 1997年
1995年に発売されたMicrosoft Windows 95はそれまでのWindowsとの大きな違いの1つとしてNOS（Network Operating System）機能を実装したことが挙げられる。ネットワークプロトコルとしてインターネットで標準となっているTCP/IPも実装されたことから、ウェブブラウザをインストールするだけでWindows 95でウェブを利用可能となった。それにより、World Wide Webは一般に普及し始めた。
この頃、MicrosoftはInternet Explorer（IE）の基礎となるNCSA MosaicのライセンスをNCSAから取得した。IE 1.0はMicrosoft Windows 95 Plus!の一部として1995年8月にWindows 95と同時に発売された。
Netscape Navigatorの新バージョン（後のNetscape Communicator）とIEは激しいシェア争いを繰り広げ頻繁なバージョンアップを繰り返すこととなる。しかし、安定性や安全性の向上より他方との差別化を優先したため、頻繁なクラッシュやセキュリティホール、ウェブ標準とは異なるHTMLレンダリングエンジンでユーザに混乱をもたらすこととなる。
Microsoftは1995年11月にIEの新バージョン2.0を、1996年8月にはバージョン3.0を無償で公開し、新たに発売されるWindowsに組み込まれることとなる。NNは当時シェアウェアとして有料であったがIEは無償で公開されていた。IEでは基本的に売り上げが無い以上、Windowsなど他のMicrosoft製品の売り上げから開発費が出ているとして、Microsoft製品が不当価格として批判も出るようになった。それに加え、IEを抱き合わせてWindowsを販売しているとして独占禁止法に違反するとして提訴も行われるようになった。

### 1998 - 2000年
Windows 98（正確にはWindows 95の最終バージョン）からはInternet ExplorerがWindowsにOSの一つの機能として搭載されるようになったこともあり、市場におけるWindowsの圧倒的シェアを背景にブラウザのシェア争い自体が意味を持たないものとなってしまっていった。
また、当時はHTMLの手書きにより制作されたサイトが多かったが、そのようなHTMLの中には正しく記述されていないものも少なくなかった。Netscape NavigatorはそのようなHTMLの表示の補正を積極的に行わなかったが、それに対してIEは積極的に補正を行った。同時に、CSSの処理もNNは対応が遅れていた。結果として、NNではレイアウトがずれているがIEではまともに表示できているというページが多く出現することとなり、NN離れを加速する一因となった。
また、JavaScriptについてもアクセスAPIとしてNNが採用したレイヤーは非常に使い勝手が悪く、IEのアクセスAPIであるDOMと比較して完全に劣っていた。この2種類のアクセスAPIはまったく互換性がなかったため、コストの問題からどちらかしか対応できない場合に、より優れた仕様であるIEのDOMを制作者が採用するようになった。
そのような理由により2000年〜2004年にはIEが市場シェアのほぼすべてを獲得して第一次ブラウザ戦争は終結とされる。アメリカでは独占禁止法違反による裁判が行われたが、裁判がNNやその他のブラウザのシェア回復に寄与することはなかった。

## 第二次ブラウザ戦争

StatCounterによる2009年以降のブラウザシェアの変動

次の戦争は、Internet Explorer・Opera・Mozilla Firefox・Safari・Google Chromeの五択の戦争になり、混迷を極めた。

### Internet Explorer覇権の後退
ウェブブラウザの市場シェアをほぼ独占するに至ったMicrosoftによるInternet Explorerだが、6.0のあたりから開発が停滞し、新しさに欠ける状況が長く続く事になった。また、圧倒的なシェアを占めたことで、同ブラウザが採用する技術であるActiveXを悪用するキーロガーやバックドアを始め、同ブラウザのセキュリティホールを狙ったコンピュータウイルスやスパイウェアなどが多数登場するようになり、コンピューターセキュリティ問題がクローズアップされ、またIE専用サイトの増加によるブラウザ互換性への批判もされるようになった。だが、先述のシェア独占後の開発の停滞のために、IEの問題は遅々として解消されない状況が続いた。
そのような状況下で、タブブラウジング機能やフィードリーダー機能など、多様な新機能を搭載する次世代ブラウザとして、Mozilla FoundationによるMozilla Firefox、Opera SoftwareによるOpera、AppleによるSafariが登場した。これらのブラウザは新機能を搭載しているだけでなく、自前のレンダリングエンジンを持っており、IEのセキュリティホールとして問題になったActiveXを採用していないため、ActiveXに起因するセキュリティ問題は発生しない（各々のウェブブラウザ固有のセキュリティホールは存在する）。
新興ブラウザ、特にMozilla Firefoxの人気があがり、2005年から2006年にかけてブラウザシェアが従来に比べて大きく変動した。2006年12月の時点で、世界的市場で見たIEのシェアは8割強、Mozilla Firefoxのシェアは1割強であった。市場シェアが減少したとはいえ、依然としてIEが圧倒的優位な状況であることに変わりはなかった。また、日本やアメリカではIEが特に独占的なシェアを持っており、ヨーロッパやオーストラリアなどと比べると他社製ブラウザのシェアはまだあまり伸びていなかった（日本などの場合Microsoft製品に依存する傾向が強いため、ブラウザ以外でもMicrosoft製品を重視する傾向が見られた）。
これに対し、ヨーロッパではIEのシェアが多数派ではあるが確実な減少傾向にあり、Mozilla Firefoxが市場シェアの20%を突破するなど（一部国では40%を突破）、IE以外のブラウザがシェアを伸ばしていた。
IE以外に対応しないサイトも多かったため、IEコンポーネントブラウザも流行した。

### Google Chromeの躍進
2008年にGoogleがGoogle Chromeを発表すると、ブラウザ戦争は徐々にChormeの優勢に向かっていった。2010年9月のNetApplications社の世界ブラウザシェア調査によると、Internet Explorerは一時盛り返しを見せたものの再び減少し59.65%、次いでMozilla Firefoxが22.96%、Google Chromeはシェアを増やし約8%になった。かつては第3位にいたSafari（5.27%）やブラウザ競争の頃から開発が続けられていたOpera（2.39%）などこちらも伸び悩みがちになってきていたが、ユーザー数はある程度いた。
2011年になると、Internet Explorer 9正式版が3月15日に、Mozilla Firefox 4正式版も3月22日に、Opera 11.10が4月12日にそれぞれ公開された。しかしIE 9はWindows XPをサポートしないことや、東北地方太平洋沖地震による日本語版公開延期の影響で、ダウンロード数でFirefox 4に引き離された。
この後、Mozilla Firefoxは「バージョンアップを頻繁に行うので、数ヶ月ごとに更新を行っていただきたい」という趣旨を発表。企業向けには、メジャーバージョンアップを1年ごとに行いその間のマイナーアップデートを行う延長サポート版（Extended Support Release）を提供していた。
SafariのWindows版は2012年5月9日リリースの5.1.7を最後に開発が終了した。また、Windows 8の新しいUIは市場に受け入れられず、Windows XPのシェアがあまり下がらず、結果古いままのIEのシェアをさらに下げることにつながった。
2012年、Google ChromeはMozilla Firefoxに追いつき、2014年にはそのシェアが50%を突破し揺るぎない地位に納まったことで、第二次ブラウザ戦争は終結したといわれる状況になった。
2016年にGoogle Chromeの市場占有率がトップとなり、Internet Explorerを上回り、ブラウザ業界に君臨した。

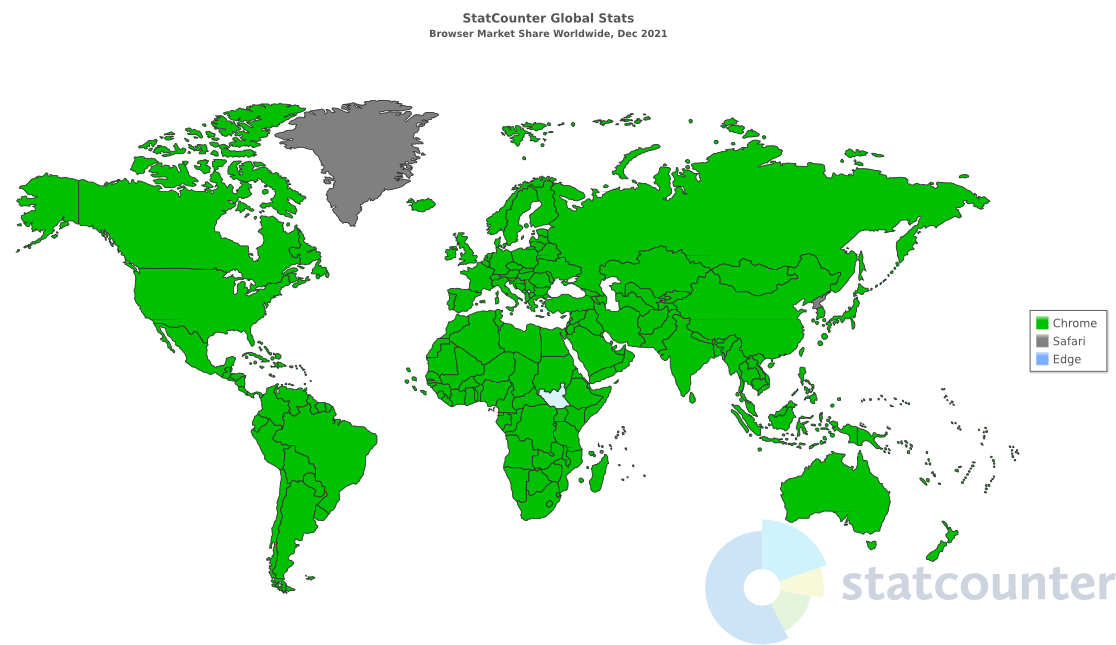
2021年12月現在の複数のブラウザーの国別占有率

### 終戦後の動向
Mozilla FirefoxはFirefox Quantumをローンチし、セキュリティやプライバシー保護などを打ち出した。
Operaは独自レンダリングをやめChromiumをベースにしたものに変更し、スマートフォン向けにOpera Touchをローンチした。
2014年末にMicrosoftは新ブラウザの発表を予告、第三次ブラウザ戦争勃発かとも予測されたが、その後登場したMicrosoft EdgeはChromiumベースでの開発へ転換、2019年にはChromiumを何らかの形で使用するブラウザが75%に達した。
元OperaスタッフによるVivaldi、Goannaエンジン搭載Pale Moon、QtWebEngine搭載のOtter Browser、Dooble、Falkon、元MozillaスタッフによるBraveなど新しいブラウザは生まれ続けているが、どれもGoogle Chromeの牙城は崩せていない。